# Kő-lik-völgyi 6. sz. üreg
A Kő-lik-völgyi 6. sz. üreg a Duna–Ipoly Nemzeti Parkban található Vértes hegységben, Csákváron lévő egyik barlang. Az üreg triász dolomitbreccsában alakult ki.

## Leírás
Csákvár külterületén, fokozottan védett területen, erdőben helyezkedik el a barlang. Csákvár központjától Ny-ra, a Kő-lik-völgy É-i oldalának szálkőfalában van a barlang bejárata, ami a már messziről is könnyen észrevehető Kő-liktól Ny-ra, kb. 10 m-re fekszik. A Kő-lik-völgyi 6. sz. üreg legegyszerűbben a Kő-lik-völgyön végigvezető tanösvényen érhető el. A tanösvény a Kő-lik bejáratának közelébe vezet. Innen a 2002-es, 2003-as év telén bekövetkezett hatalmas omláson át, egy törmeléklejtőn felmászva közelíthető meg a barlang bejáratát rejtő sziklafal, ahonnan egy meredek, szurdokszerű bevágódáson felkapaszkodva lehet eljutni a barlangbejárathoz. A barlang bejárata 3,5 m széles, 1,6 m magas, természetes jellegű, szabálytalan alakú és vízszintes tengelyirányú.
A dolomitbreccsában lévő, két részből álló barlang tektonikus repedés mentén jött létre karsztvízszint alatti oldódás miatt. Az üreg sziklaereszszerű alsó bejárata egy kis teraszon helyezkedik el. A barlangban lévő kis tereplépcső felett átbújva a barlang felső üregébe lehet jutni, ami szintén tág és felszerelés nélkül is kényelmesen járható. Innen egy tág ablak nyílik a sziklaborda túlsó oldalára. A rendszeres tűzrakások miatt a barlang falai nagyon kormosak. A barlangban kialakult képződmények közül az apró borsókövek érdemelnek említést. Az aljzatot talaj és kőzettörmelék fedi. A nehezen (meredek terepen) megközelíthető, könnyen, utcai ruhában is járható barlang megtekintéséhez nem szükséges engedély és lámpa.
2003-ban volt először Kő-lik-völgyi 6. sz. üregnek nevezve a barlang az irodalmában. Előfordul a barlang az irodalmában Csákvári-sziklaodu (Horváth 1966), Csákvári sziklaodu (Horváth 1966), Csákvári-sziklaodú (Kordos 1984), Csákvári-sziklaüreg (Horváth 1966), Kőlik-völgyi 6. sz. barlang (Kordos 1984), Kő-lik-völgyi-barlang (Bertalan 1976), Kőlik-völgyi-barlang (Kordos 1984) és Kő-lik-völgyi–barlang (Kocsis 1975) neveken is. A Csákvár 19.sz. barlang név (Kordos 1979) is valószínűleg ennek a barlangnak a neve.

## Kutatástörténet
A Természettudományi Közlöny 1943. évi 230. pótfüzetében az olvasható, hogy a természetvédelemről szóló 1935. IV. tc. alapján az Országos Természetvédelmi Tanács 1939-ben történt létrejötte óta a földművelésügyi miniszternek a vallás- és közoktatásügyi miniszterrel egyetértve hozott határozatai alapján az Országos Természetvédelmi Tanács javaslatára törvényes védelem alá került pl. a Csákvár határában (Vértes hegység) lévő, csákvári sziklaodú és annak 4 négyszögöl nagyságú felszíni területe (az 1941. június 20-tól a 49.952/1941. számú FM határozat alapján).
A Horváth János által (FTC barlangkutató csoport) 1966. május 17-én írt kéziratban szó van arról, hogy a Vértes hegységben, Csákváron (Fejér megye, Bicskei járás), a Kő-lik-völgyben található a Csákvári sziklaodu. Csákvár templomától Ny-ra, 2,2 km-re, a nagy temetőtől Ny-ra, 500 m-re, 250 m tszf. magasságban fekszik a barlang (térkép alapján mérve). A Kő-lik-völgy közepének É-i oldalán, sziklafalban van az üreg. Megközelíthető Csákvárig vonaton, vagy autóbuszon utazva, majd innen gyalog a temető, Kő-lik-völgy útvonalon. A barlangot korábban (kb. 1926–1928) Kadić Ottokár kutatta. (Felhasznált szakirodalom a Magyar Barlangkutató Társulatban lévő 81. számú barlangkataszteri lap.) A Horváth János által végzett kutatás a barlangban az 1928-ban készült barlangfelmérés kiegészítése miatt történt. A kutatást Bertalan Károly kezdeményezte.
A barlang egy szenilis sziklaodú, amelynek befoglaló kőzete triász dolomit. Kitöltése némi kőtörmelékből és agyagból áll. Nincs benne cseppkő. A tektonika, korrózió és erózió miatt keletkezett barlangnak két bejárata és egy fülkéje van. A bivakolásra alkalmas sziklaodú bejárásához nem szükséges munkaruha. A barlang hossza a valóságban 6 m. A bejárattól mért legnagyobb függőleges kiterjedése 4 m. 11 m² alapterületű (planimetrálva) és 13 m³ térfogatú. Horváth János 1966. április 4-én járt az üregben. (A kéziratban lévő, piros bejegyzések Bertalan Károlytól, 1966. március 11-ből származnak.)
A Csákvár Ny-i szélén található, meredeken emelkedő Haraszt-hegyről néhány, szurdokszerű völgy lejt a település felé. A Kő-lik-völgy, melynek É-i oldalában vannak a barlangok, a gánti úton, majd a temető mellett ÉNy felé vezető gyalogösvényen érhető el. A Kő-liktól csak egy keskeny sziklagerinc választja el a 3. számú barlangot (Csákvári-sziklaüreg, Csákvári-sziklaodu). Ez a kis barlang egyetlen fülkéből áll, mely a barlang szűk bejárati része felett helyezkedik el. A fülke kb. 4,5 m-es és 2,5 m magas. A barlangnak a Ny-i oldalán van egy másik bejárata, amely a sziklafal platójáról kényelmesen átjárható. Az FTC barlangkutató csoport az 1966. április 4-én történt barlangtérkép-készítő munkája során a Kadić Ottokár által végzett barlangfelmérést egészítette ki szelvény térképekkel.

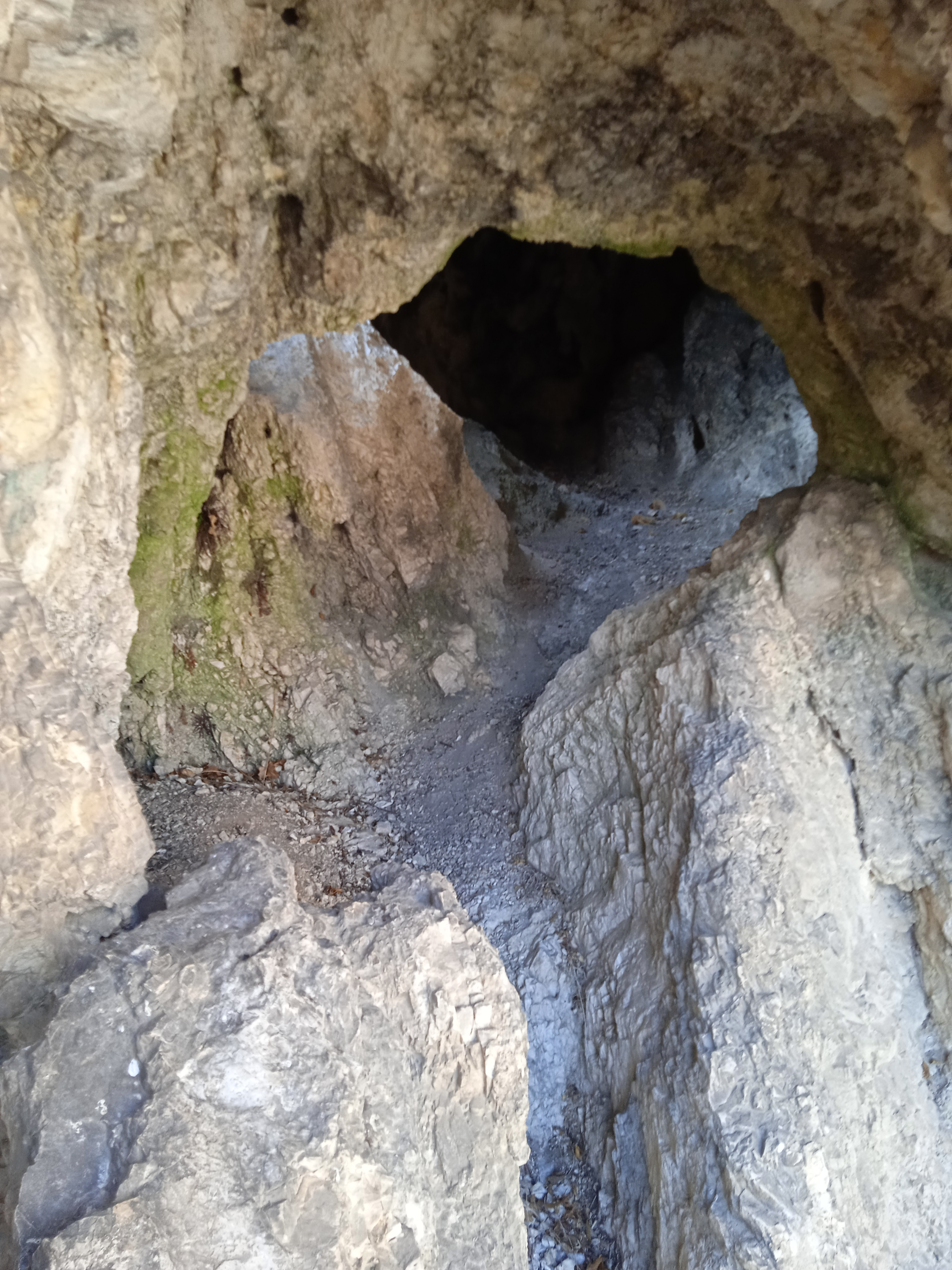
A Kő-lik-völgyi 6. sz. üreg belseje

A kézirathoz mellékelve lett egy Csákvár térkép. A térképen jelölve van az É-i irány. A térképen megfigyelhető a Kő-lik-völgyi 6. sz. üreg (3. számú barlang) földrajzi elhelyezkedése. A terepjelentésbe bekerült a Csákvári-sziklaodu alaprajz térképe, hosszmetszet térképe és 3 keresztszelvény térképe. A térképek 1:100 méretarányban ábrázolják a barlangot. Az alaprajz térkép használatához a térképlapon jelölve van az É-i irány. Az alaprajz térképen és a hosszmetszet térképen megfigyelhető a 3 keresztszelvény elhelyezkedése a barlangban. A térképek a Kadić Ottokár által végzett barlangfelmérés, majd a felmérésnek az FTC barlangkutató csoport által kiegészített adatai alapján lettek rajzolva.
A Kocsis Antal által írt, 1975-ben megjelent kiadványban az olvasható, hogy a Kő-lik-völgynek azon az oldalán van a Kő-lik-völgyi–barlang, ahol a Kő-lik található. A Kő-liktól kb. 10 m-re és kissé lejjebb helyezkedik el. Sziklatömbök között haladó zeg-zugos ösvényen, sziklamászással érhető el. A Kő-lik-völgyi 6. sz. üreg kialakulásának iránya azonos a Kő-likéval. 3 m széles, 1,8 m magas bejárata egy befelé emelkedő, majd egy rövid részen elkeskenyedő, végül megint 3 m-esre kiszélesedő belső üregbe vezet. A barlang 5,5 m hosszú. Belső üregének DNy-i falában van egy külszínre nyíló, 0,9 m széles és 1,6 m magas ablak. Innen kitekintve tipikus példája figyelhető meg a hasadékbarlang kialakulásának, a barlangfolyamat keletkezésének, amely a szemben lévő sziklafal repedése mentén megy végbe. A Kő-lik-völgyi 6. sz. üregben is látszanak a rendszeres tüzelés nyomai (a falak nagyon kormosak). A belső üregben pókszabásúak és rovarok élnek. A kiadványban lévő térképmellékleten látható a Kő-lik-völgyi 6. sz. üreg földrajzi elhelyezkedése. A térképen 19-es számmal van jelölve a barlang.
Az 1976-ban befejezett, Magyarország barlangleltára című kéziratban az van írva, hogy a Vértes hegységben, Csákváron fekszik a Csákvári sziklaodu (Kő-lik-völgyi-barlang). Csákvár templomától Ny-ra, kb. 2,2 km-re, a Kő-lik-völgy É-i oldalán, 240 m tszf. magasságban van a barlang bejárata, amely 3 m széles, 1,8 m magas és befelé szűkül. A barlang 4,5 m hosszú és 2,5 m magas. A rövid bejárati szűkület után 3 m-nyire kiszélesedik a barlang. Innen nyílik a külszínre egy másik nyílás, amely DNy-ra tekint és 0,8×1,6 m-es. Turisztikai célra használják az üreget. A kézirat barlangot ismertető része 2 irodalmi mű alapján lett írva.

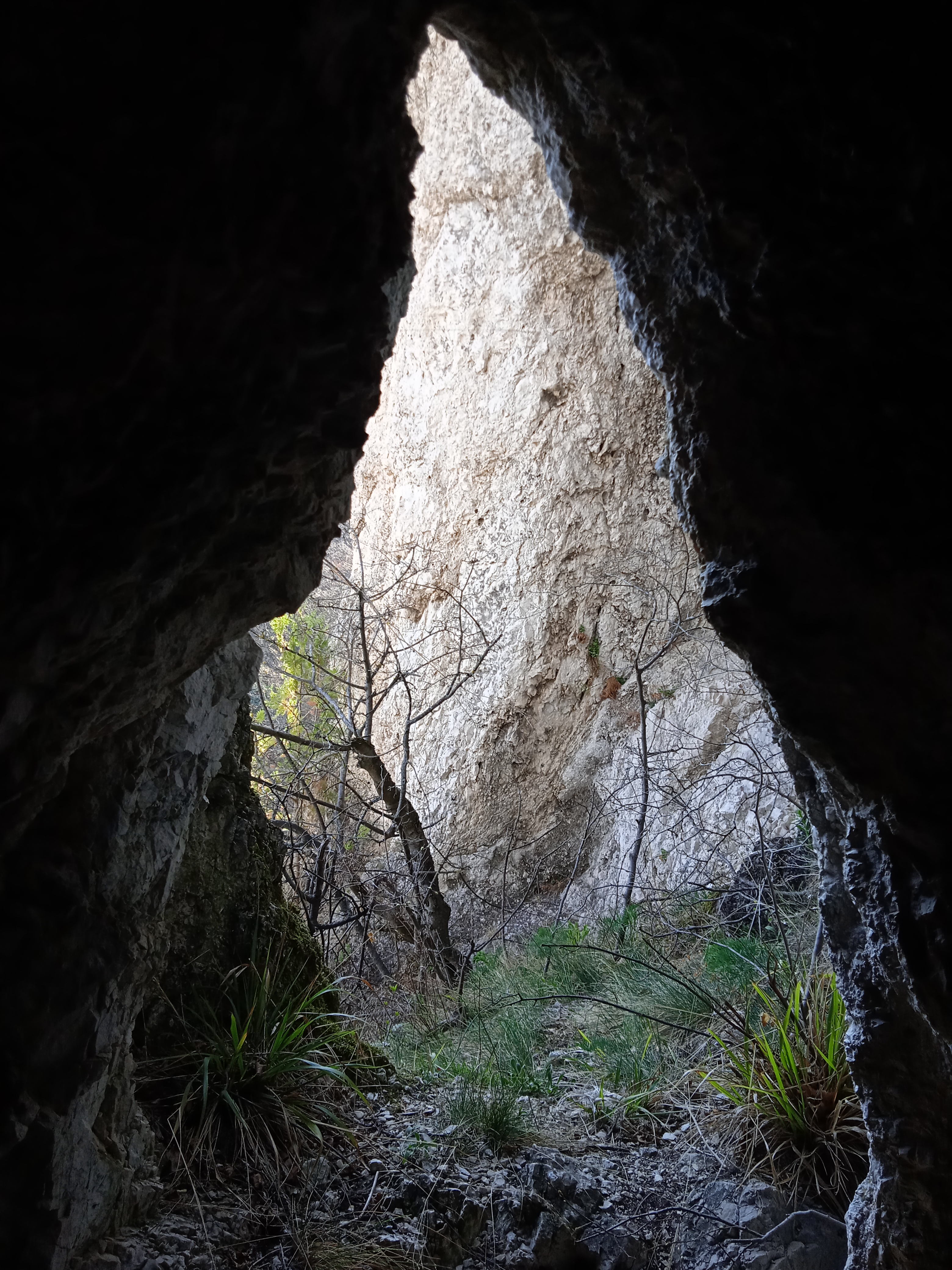
A Kő-lik-völgyi 6. sz. üreg felső bejárata (belülről fényképezve)

Az Alba Regia Barlangkutató Csoport által 1979-ben készített kézirat szerint a Csákvári sziklaodu (Kő-lik-völgyi 6.sz. üreg, K6) az OKTH barlangleltárában, amelyben a Vértes hegység barlangjai között a 6. számú barlang, Csákvári sziklaodu névvel van ismertetve. A Kocsis Antal által írt kiadványban Kő-lik-völgyi barlang a barlang neve és 19-es a száma. A barlang Csákváron (Fejér megye, Bicskei járás) helyezkedik el. A Kő-lik-völgy É-i oldalában, a Kő-liktól kb. 10 m-re, kb. 255 m tszf. magasságban található. A Kő-lik-völgyi 9. sz. üreg a Kő-lik-völgy D-i oldalában, a Kő-lik-völgyi 6. sz. üreggel majdnem szemben fekszik. Ösvény vezet fel a Kő-lik-völgyi 6. sz. üreg bejáratához, közvetlenül előtte pedig kis terasz fekszik, melyen két kis fa van. 1,6 m magas és 3,5 m széles bejárata jobbról balra emelkedik.
A majdnem vízszintes, száraz sziklaodú befoglaló kőzete dolomitbreccsa. A barlangbejárat bal oldala után lévő barlangtalp kitöltése sárgás agyag, kőzettörmelék, szerves talaj, beljebb pedig némi dolomitmurva. Az üreg kőzethasadék mentén, mállás miatt alakult ki. Aránylag elkülönülő két részből áll. Sziklaeresz jellegű a bejárati rész, melyet középen egy nagy sziklatömb kettéoszt. Bal oldala egy kis fülke, melynek teteje a külszínre nyílik egy fejnagyságú nyílással. A sziklatömbre fellépve át lehet bújni egy szűkületen, mely a bővebb belső részbe vezet. Ebből balra, félmagasságtól a mennyezetig tartó, háromszög alakú ablak néz a felszínre, a szemközti sziklafal kis üregére. Innen majdnem egyenletes magasságban lehet befelé menni a kissé kiszélesedő, egyenes homlokfallal végződő üregrészbe. Végének jobb oldalán van egy ferdén felfelé haladó kürtőszerű lyuk.
A barlang 7 m vízszintes kiterjedésű, legmagasabb részén 2,7 m magas. Friss tűzrakási nyomok látszanak benne, belső részének falai pedig komor feketék. Kitöltésének felszínéről a csoport csontokat és cserépdarabokat gyűjtött, majd azokat 1979. február 19-én eljuttatta Kordos Lászlónak. Az előtér bal oldalának kitöltése talán felásható. A helyi jelentőségű üreg valószínűleg régészeti szempontból érdekes. Az üreg megfelelő védelmet nyújt esőben, esetleg bivakolásra alkalmas. Megtudja mutatni Szolga Ferenc a felszerelés nélkül is járható üreget. Megtekintéséhez esetleg lámpa szükséges. Megtörtént az üreg felmérése, fényképezése és leírása. A barlangban részleges gyűjtés történt. A barlangban az Alba Regia Barlangkutató Csoport tagjai 1979. február 11-én jártak.
A kéziratba bekerült a barlang alaprajz térképe, hosszmetszet térképe és 5 keresztszelvény térképe. A térképek 1:100 méretarányban ábrázolják a barlangot. Az alaprajz térkép használatához a térképlapon jelölve van az É-i irány. Az alaprajz térképen megfigyelhető a hosszmetszet és az 5 keresztszelvény elhelyezkedése a barlangban. A térképek elkészítéséhez a barlangot Szolga Ferenc, Gönczöl Imréné, Zentai Ferenc és Widermann Tibor mérték fel 1979. február 11-én. A térképeket 1979. február 23-án rajzolta Szolga Ferenc. A kéziratban látható Csákvár nyugati részének térképe (kb. 1:25.000 méretarány). A térképen jelölve van az É-i irány. A térképen megfigyelhető a Kő-lik-völgyi 6. sz. üreg (a térképen: K6) földrajzi elhelyezkedése.

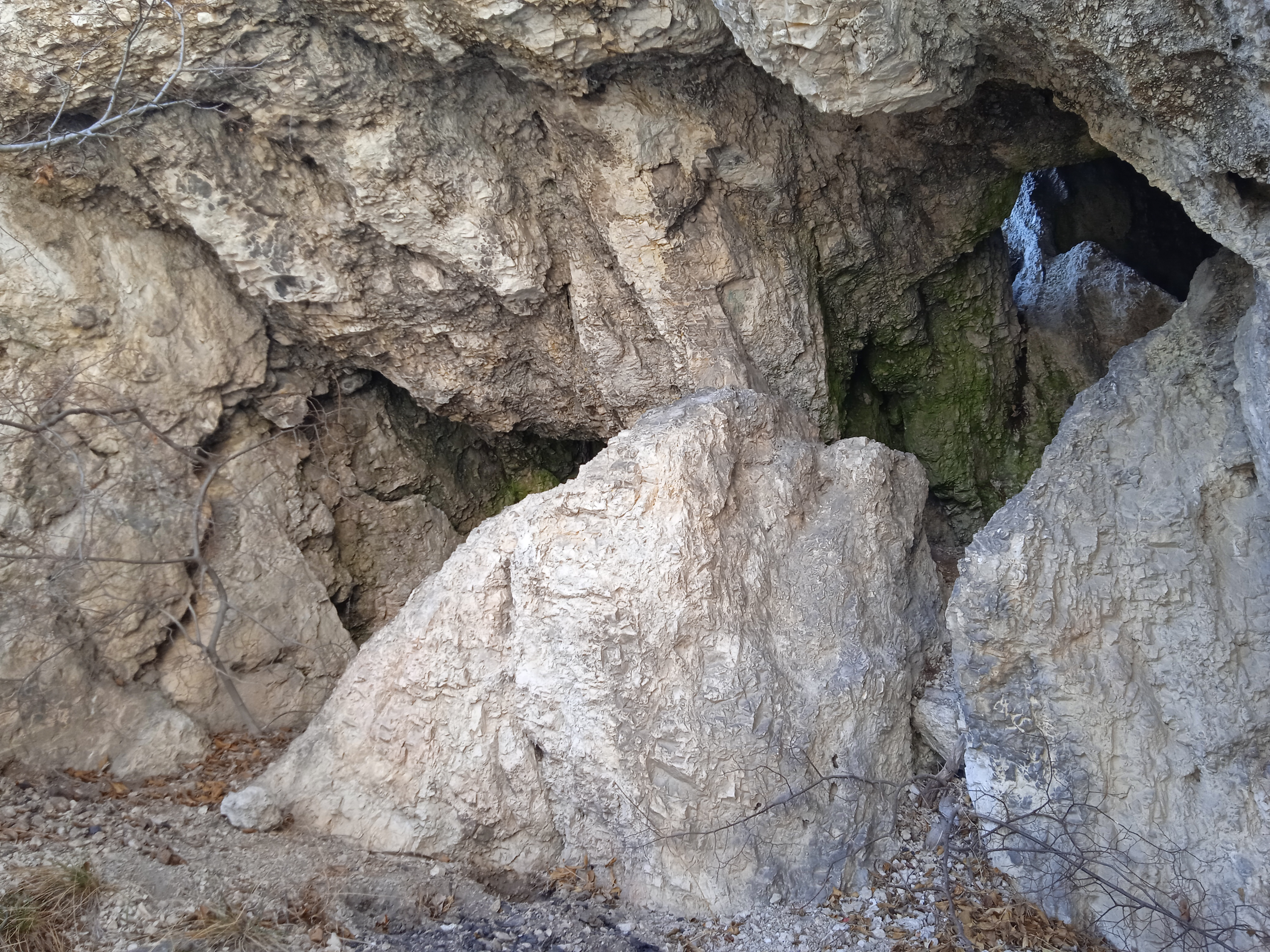
A Kő-lik-völgyi 6. sz. üreg alsó bejárata és bejárati része

A kéziratban van hét olyan fénykép, amelyek szemléltetik a barlangot. Az első fényképen a Kő-lik-völgy látképe látható. A fénykép a csákvári temető Ny-i végén készült. A fényképen jelölve van a Kő-lik-völgyi 6. sz. üreg helye. A második fényképen hegy lábától fényképezett látkép figyelhető meg. A fényképen jelölve van a Kő-lik-völgyi 6. sz. üreg helye. A harmadik fényképen az üreg távolról fényképezett bejárata, a negyedik fényképen pedig közelről fényképezett bejárata figyelhető meg. Az ötödik fényképen az üreg bejáratából látható környezet, a hatodik fényképen pedig a barlang szűkületén keresztül látható környezet van megörökítve. A hetedik fényképen a barlang ablaka van bemutatva. A fényképeket Zentai Ferenc készítette.
Az 1979. évi MKBT Beszámolóban napvilágot látott, Kordos László által írt összeállításban az olvasható, hogy a Csákvár 19.sz. barlangból 1979-ben az Alba Regia Barlangkutató Csoport gyűjtött Aves indet. (madár) és Lepus europaeus (mezei nyúl) csontot, illetve korongozatlan és korongozott cserepeket (MÁFI Gy. sz.: 1979/15). A leletek a fiatal holocénből származnak.
Az 1984-ben kiadott, Magyarország barlangjai című könyv országos barlanglistájában szerepel a Vértes hegység barlangjai között a barlang Kőlik-völgyi 6. sz. barlang (Csákvári-sziklaodú, Kőlik-völgyi-barlang) néven. A listához kapcsolódóan látható a Dunazug-hegység barlangjainak földrajzi elhelyezkedését bemutató 1:500 000-es méretarányú térképen a barlang földrajzi elhelyezkedése. A Béni Kornél és Viszló Levente által írt, 1996-ban napvilágot látott könyvben szó van arról, hogy a Csákváron lévő Kő-lik-völgyben 11 barlang van. A Kő-lik mellett, egymáshoz viszonylag közel sok további üreg helyezkedik el. Ezek az üregek dolomitkonglomerátumban és dolomitbreccsában jöttek létre. A Balogh-völgyi 1. sz. odú és a Balogh-völgyi 2. sz. odú minden tekintetben hasonló a Kő-lik-völgy barlangjaihoz. A Fáni-völgyben megfigyelhető sok barlang miatt a Fáni-völgy a Kő-lik-völgyhöz hasonló. Ugyanolyan dolomitbreccsa a felépítő kőzet is. A Fáni-völgyben lévő barlangok kialakulásának esetében is a fagyaprózódásos kimállás játszotta a főszerepet.

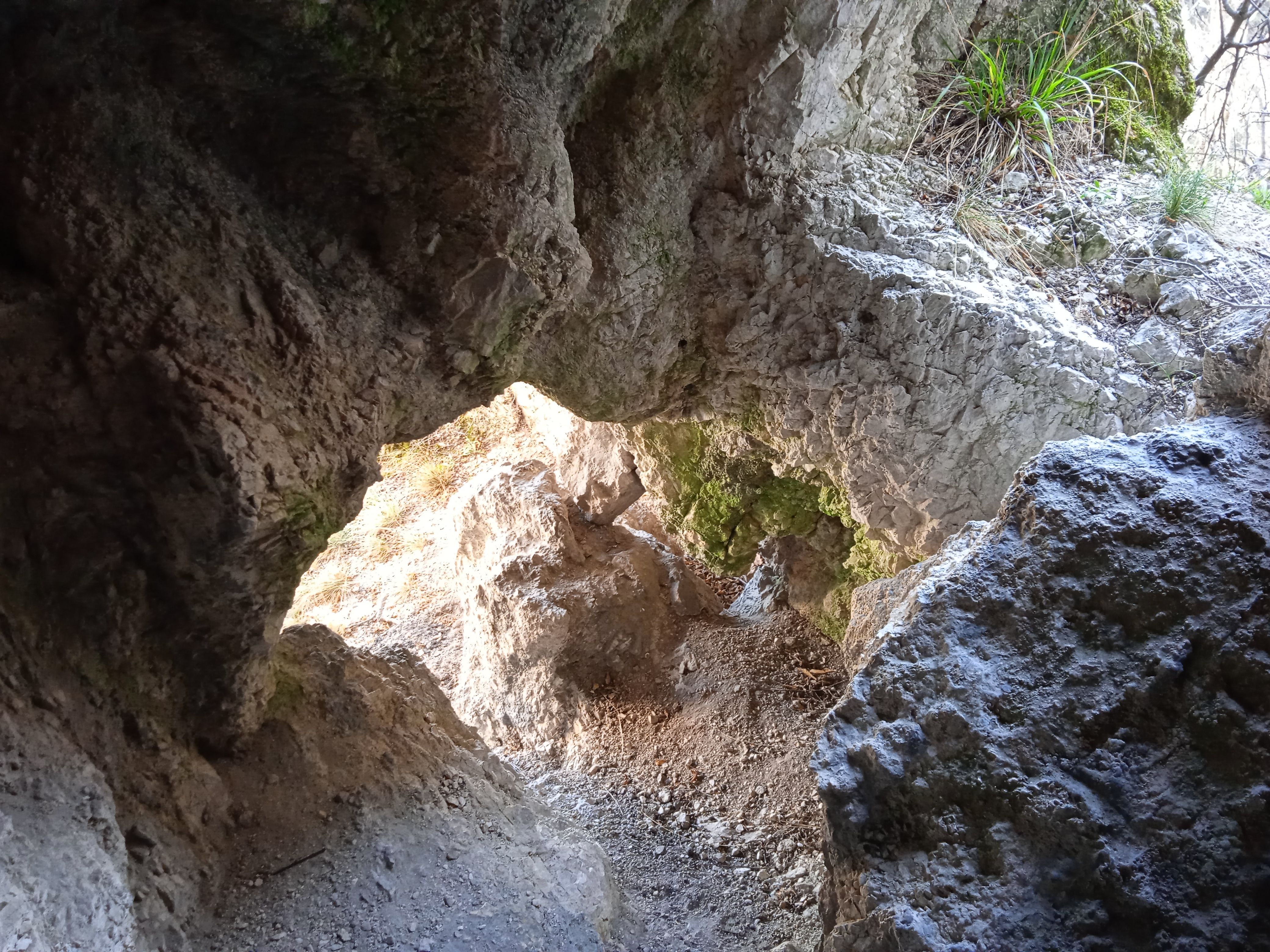
A Kő-lik-völgyi 6. sz. üreg belseje

A barlang 2003. május 2-án, BTI kataszteri felvétel alapján készült nyilvántartólapja szerint a 4521-28 barlangkataszteri számú Kő-lik-völgyi 6. sz. üreg (Csákvári-sziklaodu, Kő-lik-völgyi-barlang) a Vértes hegységben lévő Csákváron (Fejér megye) található. Az üreg bejáratának koordinátái (Trimble Geoexplorer 3): X: 604348, Y: 228209, Z: 273. Völgyoldalon lévő sziklafalban van a barlang 3,5 m széles, 1,6 m magas, természetes jellegű, szabálytalan alakú és vízszintes tengelyirányú bejárata. A részletesen felmért barlang 10 m hosszú, 2,7 m függőleges kiterjedésű, 2,7 m magas, 0 m mély és 7 m vízszintes kiterjedésű. Triász dolomitban, breccsában húzódik az üreg. A barlang kialakulását előkészítette a tektonika. Az üreg karsztvízszint alatti oldódás miatt jött létre. A sziklaodú térformájú barlang vízszintes aljzatú, és jellemző szelvénytípusa a szabálytalan. Szervetlen, helyben keletkezett törmelékkitöltése kőzettörmelékből áll. Szerves kitöltése: talaj. Pók és rovar fordul elő benne.
Az üreg antropogén maradványai: tüzelőhely, korom. Tematikus feldolgozás: irodalom, térkép, fénykép, leírás. Barlangleltári szám: 6. A turizmus által veszélyeztetett, alapvetően megváltoztatott barlang ásványkiválásai kissé meg vannak rongálva, aljzata pedig taposott. A meredek terepen, nehezen megközelíthető, könnyen járható barlang megtekintéséhez nem szükséges engedély. Illetékes természetvédelmi hatóság: Duna–Ipoly Nemzeti Park Igazgatóság. A barlang felszínének védettsége: Vértesi Tájvédelmi Körzet (19/1976. OTvH határozat). A barlangban (az 1979-ben készült leírásban említetthez hasonlóan) friss tűzrakások nyomai figyelhetők meg, és a rendszeres tűzrakások eredményeként a barlang falai nagyon kormosak. Az Alba Regia Barlangkutató Csoport 1979-ben készítette el a barlang részletes leírását és térképét. Az akkori leíráshoz viszonyítva a barlang állapota tovább nem romlott. Engedély és barlangjáró alapfelszerelés nélkül is megtekinthető, bejárásához még lámpa sem szükséges.